# تلفزيون أنغولا
التلفزيون الوطني الأنغولي أو تلفزيون أنغولا، (بالبرتغالية: Televisão Pública de Angola) أو TPA هو القناة الوطنية لجمهورية أنغولا. كما تعمل قناة أخرى كقناة دولية هي التلفزيون الوطني الأنغولي الدولي، (بالبرتغالية: TPA Internacional). يقع مقر TPA الرئيسي في العاصمة لواندا ولغة بثها هي اللغة البرتغالية. تم إطلاق القناة الدولية TPA Internacional للتقرب من الجماهير الخارجية الأنغولية والمجتمع الأنغولي في الخارج. حاليا، قناة تي بي أي1 (TPA) هي القناة الوحيدة المملوكة لدولة أنغولا، وصولا لقنوات خاصة مثل قناة زيمبو وقناة بالانكا والجزء الخاص من تي بي أي 2 (TPA2).

## التاريخ
قبل إنشاء التلفزيون الوطني الأنغولي، كانت هناك بعض التجارب في هذا المجال خلال الحقبة الاستعمارية في أنغولا: كانت الأولى في 1962, بإطلاق راديو كلوب دو هوامبو (ببالبرتغالية: Rádio Clube do Huambo). وفي 8 يناير 1964, كانت التجربة الثانية وهي راديو كلوب دي بنغويلا، (بالبرتغالية: Rádio Clube de Benguela), ومن ثم، كان أول اختبار إطلاق قناة تلفزيونية في 22 يونيو 1970, في العاصمة الحالية لواندا. أنشأ التلفزيون الوطني الأنغولي أو Televisão Pública de Angola في 27 يونيو 1973، تحت اسم منظمة الإذاعة والتلفزيون البرتغالي في أنغولا بفضل سلطات الحكومة البرتغالية. أطلقت أول إشارة للتلفزيون في 18 أكتوبر 1975 في لواندا، قبل شهر و 4 أيام من استقلالها في 11 نوفمبر. بعد أقل من عام على استقلال البلاد الرسمي، تغير اسم القناة لأول مرة إلى التلفزيون الشعبي الأنغولي (بالبرتغالية: Televisão Popular de Angola), في 25 يونيو 1976، بعد سيطرة الحركة الشعبية لتحرير أنغولا الشيوعية على السلطة أثناء الحرب الأهلية الأنغولية. في عام 1979, بدأ التلفزيون الوطني الأنغولي النظر في التوسع، بدء من بنغويلا، ثم في عام 1981 في هوامبو. وكانت في هذه الأخيرة أول مركز إنتاج برامج في أنغولا. في عام 1982, بدأ تلفزيون أنغولا ببث وإنتاج برامج باللغات المحلية في أنغولا، وأول لغتين كانتا لغة مالانجي وندالاتاندو. يتم حاليا استخدام ما يسمى «اللغات الوطنية» ويتركز ذلك بشكل خاص على الأخبار، منها ما هو مخصص على القناة الرئيسية. وصل التلفزيون الملون إلى أنغولا في عام 1983. في عام 1992, توسع نطاق بث التلفزيون الوطني الأنغولي إلى كل البلاد وبدأ البث عبر الأقمار الصناعية. في عام 1997, أصبح تلفزيون أنغولا شركة عامة وتغير الاسم الرسمي من التلفزيون الشعبي الأنغولي (ببالبرتغالية: Televisão Popular de Angola) إلى التلفزيون الوطني الأنغولي،(بالبرتغالية: Televisão Pública de Angola)، حيث كانت تدل كلمة الشعبي أو الشعبية إلى الشيوعية وهذا ما لم يظل في أنغولا. في عام 2000، انطلق التلفزيون الوطني الأنغولي 2 أو TPA2. لم يصبح البث رسميا إلا بعد عامين آخرين في 2002. في عام 2003, بدأت شبكة قنوات TPA بالبث من خلال ترددات كيو باند (بالإنجليزية: KU Band), وانطلقت بث هذه القنوات دوليا عبر منصة دي إس تي في (بالإنجليزية: DStv). في 31 يناير 2007, بدأ التلفزيون الوطني الأنغولي البث 24 ساعة في اليوم.

## القنوات
- التلفزيون الوطني الأنغولي 1 -  القناة الرئيسية.
- التلفزيون الوطني الأنغولي الدولي - للأنغوليين الأجانب.

## البرمجة

### معلومات
- África Hoje | الأربعاء | 13:30-14:00
- Bom Dia Angola | الإثنين-الجمعة | 06:00 - 09:30
- Ecos e Factos | الإثنين-الجمعة | 18:00-19:00
- Jornal da Noite | الإثنين-الجمعة | 00:00-00:30
- Línguas Nacionais | الإثنين-الجمعة | 09:30-10:00
- Telejornal | الإثنين-الجمعة | 20:00-21:00

### رياضة
- 1º de Agosto | السبت | 11:45-12:00

Desporto Total | الخميس | 21:00-23:00
- Diário Desportivo | الإثنين-الخميس | 12:30-13:00
- Domingo Desportivo | السبت | 15:30-17:30 و 21:00-23:00

### موسيقى
- Grande Show Nacional | السبت | 16:30-18:00
- Ritmos d'África | الإثنين | 04:00-04:30

### سينما
- Sétima Arte | الأحد | 01:30-02:30

### كوميديا
- Conversas no Quintal | السبت | 21:00-21:30

### برامج حوارية
- Terras e Culturas | الأربعاء | 05:00-05:30

### ترفيه
- Sábado Especial | السبت-الأحد | 14:00-16-00 و 02:40-03:30
- Domingo à Mwangolé | الأحد-الإثنين | 18:00-20:00 و 01:30-03:30

### مسلسلات
- Avenida Brasil | الإثنين-الثلاثاء | 21:00-22:00 و 01:30-03:30
- Minha Terra | الجمعة | 19:30-20:00
- Rosário | الإثنين-الجمعة | 14:00-15:15

## وصلات خارجية
1.  الموقع الرسمي باللغة البرتغالية.
2.  الموقع الرسمي للبث المباشر للتلفزيون الوطني الأنغولي الدولي.